# Insitor exemplificatus
Insitor exemplificatus är en insektsart som beskrevs av William Lucas Distant. Insitor exemplificatus ingår i släktet Insitor och familjen hornstritar. Inga underarter finns listade i Catalogue of Life.